# Luisa Kuliok

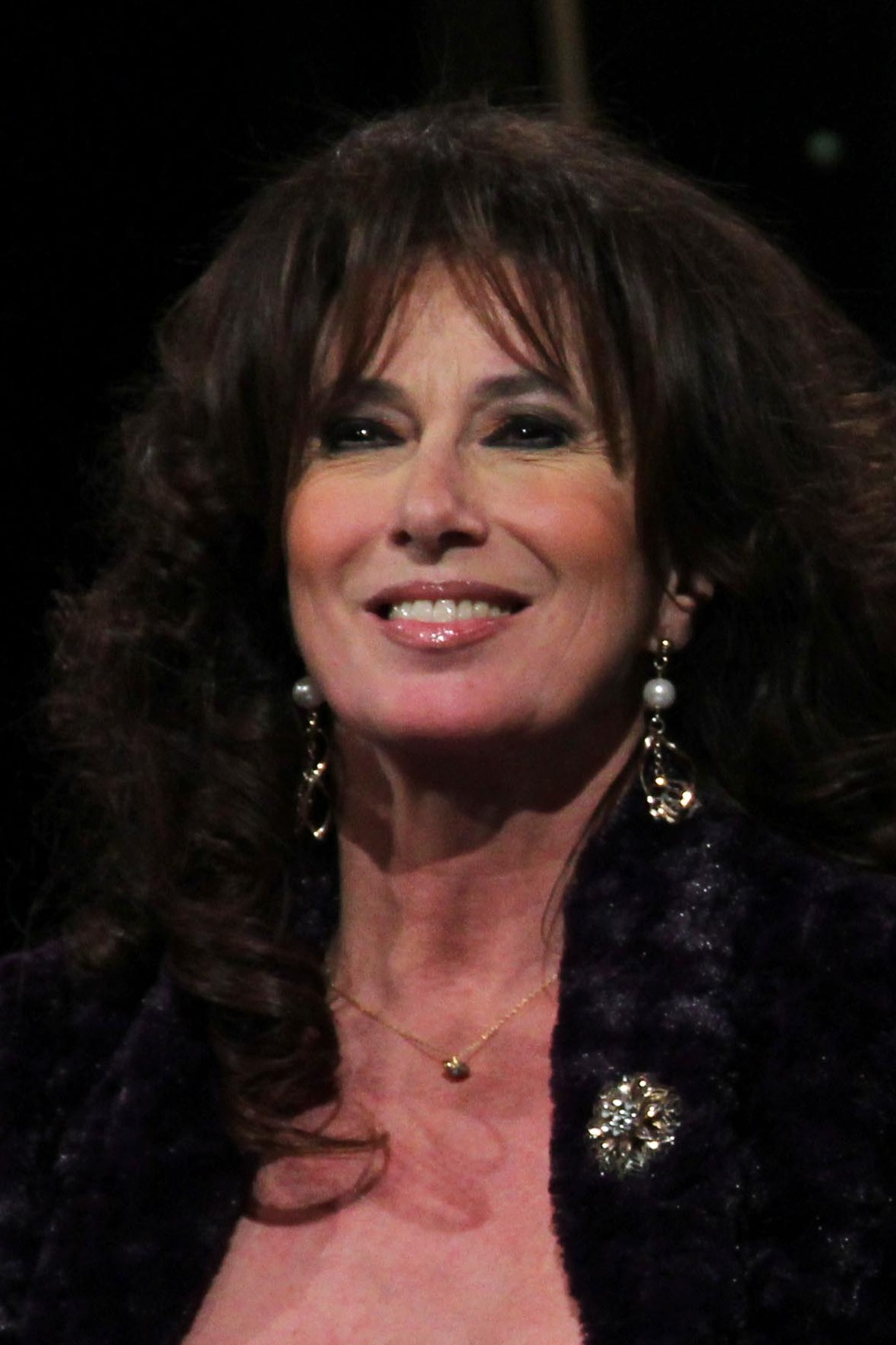
Luisa Kuliok (2014)

Luisa Kuliok (geboren am 20. März 1953 in Buenos Aires, Argentinien) ist eine argentinische Film- und Theaterschauspielerin.
Seit ihrem fünften Lebensjahr träumte sie Schauspielerin zu werden. Ihr Vater war ein Fernsehtechniker. Sie spielte in einer der ersten Telenovelas, die internationale Bekanntheit erlangte. Hauptsächlich spielt sie in Theaterrollen, seit 2001 spielt sie gelegentlich in einigen Filmen mit, die im Fernsehen ausgestrahlt wurden.
1994 durfte sie in Más allá del horizonte eine Rolle, die ursprünglich für Gina Lollobrigida geschrieben worden war, übernehmen. Später konzentrierte sie sich wieder auf ihre Theaterkarriere. Sie wurde 2017 für den Silbernen Condor (Cóndor de Plata) in der Kategorie „Beste Nebendarstellerin“ nominiert.

## Filmografie
- 1968: Hay que matar a Drácula (Fernsehfilm)
- 1977: Saverio, el cruel
- 1978: Renato (TV-Serie, 39 Folgen)
- 1979: Una escalera al cielo (TV-Serie, 29 Folgen
- 1980: María, María y María (TV-Serie, 19 Folgen)
- 1980: Los hermanos Torterolo (TV-Serie, 3 Folgen)
- 1981: Teatro de humor (TV-Serie, 1 Folge)
- 1982: Un hombre como vos (TV-Serie, 19 Folgen)
- 1982: Juan sin nombre (TV-Serie, 39 Folgen)
- 1982: Gracias Doctor (TV-Serie, 3 Folgen)
- 1982: Esto es vida
- 1983: Amor gitano (TV-Serie, 72 Folgen)
- 1984: Amo y señor (TV-Serie, 175 Folgen)
- 1986: Venganza de mujer TV-Serie, 127 Folgen)
- 1986: El infiel (40 Folgen)
- 1987: Como la hiedra (TV-Serie, 100 Folgen)
- 1987: Revancha de un amigo
- 1989: La extraña dama (TV-Serie, 120 Folgen)
- 1991: Alta comedia (TV-Serie, 1 Folge)
- 1991: Cosecharás tu siembra (TV-Serie, 120 Folgen)
- 1992: Soy Gina (TV-Serie, 90 Folgen)
- 1994: Más allá del horizonte (TV-Serie, 3 Folgen)
- 1994: Con alma de tango (TV-Serie, 3 Folgen)
- 2000: Tiempofinal (TV-Serie, 1 Folge)
- 2001: Los médicos (de hoy) 2 (TV-Serie, 65 Folgen)
- 2002: Ciudad de pobres corazones (TV-Serie, 2 Folgen)
- 2003: Ciudad del sol
- 2007–2008: Mujeres de nadie (TV-Serie, 196 Folgen)
- 2008: Mujeres asesinas (TV-Serie, 1 Folge)
- 2012: Amor a mares
- 2014: Mord in Buenos Aires (spanisch: Muerte en Buenos Aires)
- 2016: Primavera
- 2017: Soy tu karma
- 2019: Hacer la vida

## Auszeichnungen
- 2017: Cóndor de Plata (Beste Nebendarstellerin)
- 2016: Primavera